# Bosc Comunal de Caudiers de Conflent
El Bosc Comunal de Caudiers de Conflent (en francès Forêt Communale de Caudiès-De-Conflent) és un bosc de 20.400 ha d'extensió del terme comunal de Caudiers de Conflent, a la comarca d'aquest nom, a la Catalunya del Nord.
Dividit en dos sectors separats, està situat al centre, un dels dos sectors, i al sud-est, l'altre, del terme de Caudiers de Conflent, a la vall alta del Rec de Caudiers.
El bosc està sotmès a una explotació gestionada per l'Office National des Forêts (ONF), malgrat que la propietat del bosc és comunal. Té el codi d'identificació de l'ONF F16301Y. En el terme de Caudiers de Conflent hi ha també part del Bosc Estatal del Camí Ramader i el Bosc Estatal de Coma de l'Egua.